# 동산초등학교 (전북)
동산초등학교는 대한민국 전북특별자치도 순창군 복흥면 동산리에 있는 초등학교이다.

## 학교 연혁
- 1947.04.05 복흥초등학교 동산분교장 인가
- 1948.07.20 동산초등학교 승격 인가
- 1950.08.25 6.25 동란으로 교사 전소(폐교)
- 1963.03.07 동산초등학교 개교
- 1984.03.01 동산초등학교 병설유치원 인가
- 1993.10.27 전라북도교육청지정 급식시범학교 운영공개
- 1996.03.01 동산초등학교 교명 개칭
- 2001.03.01∼03.02.28 전라북도교육청지정 사회과 연구학교 운영
- 2003.03.01∼04.02.29 전라북도교육청지정 사회과 교과교육 후속 연구학교 운영
- 2010.03.01∼12.02.29 경제교육연구학교 운영
- 2015.09.01 제19대 박진헌 교장 부임
- 2016.02.03 제51회 졸업식(6명 졸업, 졸업생1,922명)
- 2016.03.01 초등학교 6학급, 유치원 1학급 편성

## 참고 자료
- 동산초등학교 - 한국교육학술정보원 학교알리미